# Blix
Blix är ett svenskt och norskt efternamn. Den 31 december 2012 var det 198 personer i Sverige med efternamnet Blix, och den 15 oktober 2013 var det 638 personer i Norge med detta efternamn. 
Namnet Blix förekom i flera släkter utan känt samband under 1600- och 1700-talen i både Sverige och Norge. Många av dagens bärare av släktnamnet kan spåra det tillbaka till ett gemensamt ursprung i Jämtland.
Första gången namnet Blix nämns är i ett medeltidsbrev skrivet 1410 i Mordviken. Bland ett stort antal män som undertecknar brevet på jämtarnas vägnar finns en Magnus Blixe. Enstaka personer med tillnamnet Blix, utan känt släktsamband, nämns under 1400-talet och 1500-talet, men det är först under slutet av 1500-talet som Blix börjar användas som släktnamn.
Flera av de mer utbredda släktgrenarna, inklusive de i Sverige adlade grenarna Blix (nummer 1189), och Blixencron (nummer 364),  härstammar från byn Klocksåsen i Näs socken, Jämtland. Släktens förste kände anfader uppges ha varit  den Sigurd Jonsson som 1428 köpte gården Klocksåsen. Enligt andra källor är den förste som med säkerhet kan följas tillbaka till en Karl i Klocksåsen, vilken omtalas 1487 och 1538. En av dennes söner, kyrkoherden i Undersåker Magnus Blix (död 1570), är stamfar för talrika, i kyrkans och förvaltningens tjänst såväl som i jordbruket och i de borgerliga näringarna i olika Norrlandsstäder verksamma ättlingar.
Av två ännu fortlevande släktgrenar härstammar den äldre från Magnus Blix' son kyrkoherden i Undersåker Lars Månsson Blix, vilkens efterkommande efter ett par generationer övergick till bondeståndet. Lars Månsson Blix' sonsons sonson sonson bonden Anders Hansson i Grenås i Hammerdals socken blev far till komministern i Sollefteå Anders Blix (1769– 1841), farfar till professorn Magnus Blix (1849–1904).
Den andra nu fortlevande grenen, vars samband med den övriga släkten inte är helt utrett, överflyttade till södra Sverige med kyrkoherden i Otterstad i Västergötland Samuel Blix (1628–1683), vars sonson majoren Abraham Blix (1710– 1772) begravingsvapen i Väversunda kyrka är identisk med vapenskölden till den adliga ätten Blix (nummer 1189), fastän han inte tillhörde den grenen.
Mera framträdande i äldre tid var den numera utslocknade yngsta släktgrenen, som härstammade från kyrkoherden Magnus Blix' son landskamreraren i Västernorrland Peder Månsson Blix (1532–1628). Bland dennes sexton söner märkes den i den kamerala förvaltningen på många sätt framträdande ämbetsmannen Mårten Blix (1596–1667), adlad Blixencron 24 aug. 1646, vilken 1613 som kopist inträdde i kammarkollegiets tjänst samt 1629 blev generalbokhållare och 1637 kamrerare i första avräkningskontoret, varefter han 1647 befordrades till kommissarie i kammarrevisionen och 1662 blev presiderande (direktor) därstädes. En son till honom var generalbrigadjären Magnus Blixencron. (1664–1702), kommendant i Tönningen i Holstein, med vilkens son Carl Gustaf (1697–1710) denna adliga ätt utslocknade på svärdssidan.
Bror till Mårten Blix var arrendatorn av kronofiskerierna i Ångermanland Joen Blix, vilkens son faktorn vid Söderhamns gevärsfaktori, borgmästaren Magnus Joensson Blix (1635–1696) karaktäriserats som »1600-talets yppersta representant för Söderhamns städ»; hän inlade väsentliga förtjänster om såväl stadens som faktoriets utveckling och adlades 7 jan. 1681 med bibehållande av sitt namn. Bland hans söner märkas överjägmästaren i Medelpad, Ångermanland och Västerbotten Magnus Blix (1660–1745), farfar till häradshövdingen Magnus Blix (1743–1805), vilken vid sin död slöt den adliga ätten Blix på svärdssidan.

## DNA-verifierade kluster
DNA-undersökningar har gjorts på nu levande agnatiska ättlingar till släkten Blix. YDNA-tester visar att släkten består av två kluster inom vilka släktskap på svärdssidan har bevisats, men som sinsemellan inte är biologiskt besläktade med varandra i historisk tid längs en strikt manlig linje. Den tidigaste anfadern i respektive kluster som har DNA-bevisats (den 2020-01-26) via flera av sina söner är:
- Erik Eriksson Blix (1576-1645) i Oviken-grenen, Jämtland, dåvarande Norge.  
  - Olof Jönsson (1623-1723) i Digernäsgrenen, har identiskt YDNA-haplogrupp med ovanstående gren, så kopplingen finns men är okänd.
- Olof Svensson (Cirka 1600-1669) i Hovdsjösläkten (förr kallad Hovdsjögrenen Blix) tillhör en annan YDNA-haplogrupp

## Personer med efternamnet Blix

### Alfabetiskt ordnade
- Abraham Blix (1835–1884), väg- och vattenbyggnadsingenjör
- Axel Georg Blix (1783–1809), målare
- Elias Blix (1836–1902), norsk teolog och orientalist
- Erika Blix (född 1972), skådespelare
- Erik Blix (född 1957), journalist
- Erik Blix (rektor) (1915–2005), lärare, högskolerektor
- Gunnar Blix, flera personer
  - Gunnar Blix (militär) (1887–1945), sjömilitär och ämbetsman
  - Gunnar Blix (kemist) (1894–1981), professor
- Gustav Blix (född 1974), politiker, moderat
- Hans Blix (född 1928), diplomat, jurist och politiker
- Hans Lauritzen Blix (1596–1666), präst från dåvarande norska Jämtland
- Karin Blix (1890–1989), konstnär
- Laurentius Magni Blix (död efter 1611), präst
- Magnus Blix (1849–1904), fysiolog, universitetsrektor
- Magnus Blix (1743–1805), häradshövding, riksdagsledamot och skriftställare
- Martin Blix (född 1973), musiker och diskjockey
- Peter Blix (1831–1901), norsk arkitekt och ingenjör
- Ragnvald Blix (1882–1958), norsk satirtecknare
- Thorsten Blix (1854–1925), jurist

### Kronologiskt ordnade
- Peder Månsson Blix (1542–1632), fogdeskrivare och kostgärdsföreståndare i Styrnäs
- Hans Lauritzen Blix (1596–1666), präst från dåvarande norska Jämtland
- Magnus Blix (1743–1805), häradshövding, riksdagsledamot och skriftställare
- Axel Georg Blix (1783–1809), målare
- Peter Blix (1831–1901), norsk arkitekt och ingenjör
- Abraham Blix (1835–1884), väg- och vattenbyggnadsingenjör
- Elias Blix (1836–1902), norsk teolog och orientalist
- Magnus Blix (1849–1904), fysiolog, universitetsrektor
- Thorsten Blix (1854–1925), jurist
- Ragnvald Blix (1882–1958), norsk satirtecknare
- Gunnar Blix (militär) (1887–1945), sjömilitär och ämbetsman
- Karin Blix (1890–1989), konstnär
- Gunnar Blix (kemist) (1894–1981), professor
- Erik Blix (rektor) (1915–2005), lärare, rektor för Lärarhögskolan i Stockholm
- Hans Blix (född 1928), jurist och politiker, folkpartist
- Erik Blix (född 1957), journalist
- Erika Blix (född 1972), skådespelare
- Martin Blix (född 1973), musiker och diskjockey
- Gustav Blix (född 1974), politiker, moderat